# Sandra Jovel
Sandra Erica Jovel Polanco (Ciudad de Guatemala, 24 de febrero de 1978) es una política y diplomática guatemalteca, fue ministra de Relaciones Exteriores de la República de Guatemala desde 2017 hasta 2020. Asimismo, fue también la segunda mujer en dirigir dicho despacho ministerial en la historia política del país. Posee el rango de Embajadora Extraordinaria y Plenipotenciaria.

## Biografía
Jovel Polanco nació el 24 de febrero de 1978 en la Ciudad de Guatemala promulga los valores y es conservadora. Es la mayor de cuatro hermanos, la embajadora Jovel es hija de Sandra Érica Polanco Castañeda.  

### Formación Académica
Es politóloga e internacionalista, se graduó de la Licenciatura en Ciencias Políticas con orientación a relaciones internacionales en la Universidad Rafael Landívar. Su tesis de graduación lleva por título "Viabilidad de las Relaciones Comerciales entre la República de Guatemala - República Popular de China". Posteriormente tuvo una Maestría en Relaciones Internacionales en la Escuela Diplomática de Madrid, la Universidad Complutense de Madrid, en la Universidad Galileo; así como un doctorado en Seguridad Estratégica en la Universidad de San Carlos de Guatemala. Experiencia en Seguridad Democrática, Integración Regional, Multilateralismo y Bilateralismo. Así como manejo de crisis.

### Caso de adopción
Jovel fue señalada por el Ministerio Público en 2010 por una supuesta adopción irregular. Los delitos que enfrentó fueron falsificación de documentos privados y falsedad ideológica, de acuerdo a una denuncia presentada por la Procuraduría General de la Nación en 2012. En mayo de 2016, se giró una orden de captura en su contra por los delitos de abandono de niños y  de personas desvalidas y desobediencia.
El 19 de mayo de 2017, tras renunciar a su cargo de viceministra de Relaciones Exteriores de Guatemala, Jovel se presentó voluntariamente al juzgado correspondiente a dilucidar su caso.
El 28 de agosto de 2017, un día después de su nombramiento como Canciller, Jovel quiso detener la apertura a juicio haciendo uso de la inmunidad de la que goza por ser Canciller, pero la jueza sexta penal Silvia de León —quien llevaba el caso— no accedió.  No obstante, esa misma tarde, la juez resolvió sobreseer el caso. dicho caso fue sobreseído en repetidas ocasiones.
Desde esa resolución, la embajadora Jovel expresó estar agradecida porque se había hecho justicia, ya que se estaba "criminalizando un acto de amor", según sus propias palabras. Asimismo, fue enfática en que esa sería la última vez en que ella hablaría del tema públicamente.

## Carrera profesional
Comenzó su carrera diplomática hace más de 20 años, como Técnico de la Dirección de Cooperación Internacional en agosto de 2000. Posteriormente se integró como Técnico de la Subdirección de Política Exterior Bilateral para Asia, África y Oceanía. En el 2008 se desempeñó como asistente del director general de Relaciones Internacionales Bilaterales. A partir del 2005 funge como Subdirectora de Política Exterior Bilateral para América del Norte, luego desde 2010 hasta 2012 se traslada como Subdirectora de Política Exterior Bilateral para América Central y el Caribe. En junio de 2012, se traslada como Directora de Integración. 
Ha organizado visitas de estado para México (2002-2004-2006-2008) y El Salvador 2011-2012.
Fue nombrada Viceministra de Relaciones Exteriores, en febrero de 2016. Su vicedespacho tenía la responsabilidad de velar por las relaciones exteriores económicas. Por el caso que se llevaba en su contra, la embajadora Jovel renunció en mayo de 2016.  
Fue nombrada embajadora de Guatemala en Colombia en julio de 2017, presentando las copias de estilo de sus cartas credenciales a la viceministra del Exterior colombiana Patti Londoño el 23 de agosto de 2017. Dado su súbito ascenso, no llegó a entregarle sus cartas credenciales al jefe de Estado colombiano, Juan Manuel Santos.  
La madrugada del 27 de agosto de 2017, se conoció la noticia de su nombramiento como Ministra de Relaciones Exteriores de la República de Guatemala; luego de la sorpresiva destitución de Carlos Raúl Morales al negarse cumplir con las órdenes específicas del presidente de Guatemala, Jimmy Morales, de expulsar del país al comisionado Iván Velásquez Gómez.
En colaboración con la formación académica, la embajadora Jovel ha sido catedrática de la Facultad de Ciencias Políticas y Sociales de la Universidad Rafael Landívar, del curso de Política Exterior y Relaciones Internacionales.

## Condecoraciones
- Orden Monja Blanca de Primera Clase, por el Ministerio de la Defensa Nacional (agosto de 2008)